# Ugarsko namjesničko vijeće
Ugarsko namjesničko vijeće ili Ugarsko kraljevsko namjesničko vijeće (mađarski: Magyar Királyi Helytartótanács, njemački: Königlich Ungarischen Statthalterei, latinski: Consilium Regium Locumtenentiale Hungaricum) bilo je tijelo izvršne vlasti na području Kraljevine Ugarske u sastavu Habsburške Monarhije u 18. i prvoj polovini 19. stoljeća.  Osnovano je na Ugarskom saboru 1723. godine zakonskim člancima 97, 98, 101, 102, 105, 112/1723. Ugarsko namjesničko vijeće predstavlja prvu zemaljsku vladu Ugarske, na čelu s palatinom kao kraljevskim namjesnikom. Uz palatina u sastav tog tijela ulazila su 22 savjetnika (kasnije taj broj raste na 25) koje je imenovao kralj iz redova prelata, magnata, i plemstva.  Ugarsko namjesničko vijeće bilo je izravno podređeno kralju. Ukidanjem Hrvatskog kraljevskog vijeća 1779. godine Ugarsko namjesničko vijeće širi nadležnost i na teritorij Hrvatske. Od 1791. godine u radu vijeća sudjeluju i dva predstavnika hrvatskih staleža (hrvatski ban i jedan velikaš). Sjedište Vijeća bilo je isprva u Požunu (Bratislavi), da bi 1784. godine bilo preseljeno u Budim. Ugarsko namjesničko vijeće imalo je u svojoj nadležnosti sve javne poslove osim sudstva, te vojne i financijske administracije. Osnovni zadatak Vijeća bila je organizacija obznanjivanja, poštovanja, i provođenja zemaljskih zakona i kraljevih naloga na cijelom području Ugarske, a od 1780. godine i Hrvatske.  Vijeće je također kralju predlagalo i nove odredbe kojima bi se poslovi u nadležnosti Vijeća bolje provodili.
Ugarsko namjesničko vijeće prestaje djelovati 1848. godine kada u revolucionarnim zbivanjima izvršnu vlast na području Ugarske počinje vršiti nova vlada odgovorna zakonodavnom tijelu. Poslove vrhovne uprave u Hrvatskoj preuzima pak novoosnovano Bansko vijeće.

## Vanjske poveznice
- ARHiNET - arhivski informacijski sustav, "Ugarsko namjesničko vijeće".